# Natalia Prișcepa
Natalia Prișcepa (Chisináu, URSS, 17 de octubre de 1989) es una deportista moldava que compitió en halterofilia. Ganó una medalla de bronce en el Campeonato Europeo de Halterofilia de 2016, en la categoría de 75 kg.

## Palmarés internacional
| Campeonato Europeo | Campeonato Europeo | Campeonato Europeo | Campeonato Europeo |
| Año                | Lugar              | Medalla            | Categoría          |
| ------------------ | ------------------ | ------------------ | ------------------ |
| 2016               | Førde (Noruega)    | Medalla de bronce  | 75 kg              |